# Saint-Samson-sur-Rance

Saint-Samson-sur-Rance este o comună în departamentul  Côtes-d'Armor, Franța. În 1 ianuarie 2022 avea o populație de 1.630 de locuitori.